# Live in Antibes, 1965
Live in Antibes, 1965 è un album live del sassofonista jazz John Coltrane pubblicato dall'etichetta French Radio Classics. Si tratta della registrazione di due esibizioni tenute dal John Coltrane Quartet al Juan-Les-Pins Jazz Festival di Antibes e alla Salle Pleyel di Parigi nel 1965.
Nel 1988 l'album è stato riedito in formato compact disc con l'aggiunta di due tracce extra.

## Tracce

### Versione LP(French Radio Classics)
1. Naima – 7:08
2. Blue Valse – 15:00
3. My Favorite Things – 17:40
4. Impressions – 21:10

### Versione CD(1988 - Esoldun)
Antibes, 27/7/65
1. Presentation - 0:48
2. Naima – 7:04
3. Blue Waltz – 14:58
4. My Favorite Things – 17:58

Salle Pleyel, Paris, 28/7/65
1. Impressions – 15:56
2. Afro Blue - 10:21

## Musicisti
- John Coltrane – sassofono tenore e sassofono soprano
- Jimmy Garrison – contrabbasso
- Elvin Jones – batteria
- McCoy Tyner – pianoforte